# Championnat du Luxembourg de football 1954-1955
Navigation
Saison précédente Saison suivante
La saison 1954-1955 du Championnat du Luxembourg de football était la 41e édition du championnat de première division au Luxembourg. Les douze meilleurs clubs du pays se retrouvent au sein d'une poule unique, la Division Nationale, où ils s'affrontent deux fois, à domicile et à l'extérieur. À l'issue du championnat, les deux derniers du classement sont relégués et remplacés par les deux meilleurs clubs de Division d'Honneur, la deuxième division luxembourgeoise.
Le Stade Dudelange devient champion du Luxembourg après avoir terminé en tête du classement final, devançant de 9 points le Fola Esch et de 10 l'Union Luxembourg. C'est le 8e titre de l'histoire du Stade. Le tenant du titre, la Jeunesse d'Esch, ne prend que la 9e place, à 14 points du champion.

## Les 12 clubs participants
| - Stade Dudelange - National Schifflange - Red Boys Differdange - Racing Rodange - Promu de Division d'Honneur - SC Tétange - Red Star Merl-Belair | - AS La Jeunesse d'Esch - Union Luxembourg - Progrès Niedercorn - Fola Esch - CS Grevenmacher - Alliance Dudelange - Promu de Division d'Honneur |

## Compétition

### Classement
Le barème utilisé pour établir le classement est le suivant :
- Victoire : 2 points
- Match nul : 1 point
- Défaite : 0 point

| Rang | Équipe                 | Pts | J  | G  | N | P  | Bp | Bc | Diff |
| ---- | ---------------------- | --- | -- | -- | - | -- | -- | -- | ---- |
| 1    | Stade Dudelange        | 34  | 22 | 15 | 4 | 3  | 55 | 28 | +27  |
| 2    | Fola Esch (C)          | 25  | 22 | 10 | 5 | 7  | 55 | 43 | +12  |
| 3    | Union Luxembourg       | 24  | 22 | 10 | 4 | 8  | 41 | 40 | +1   |
| 4    | National Schifflange   | 23  | 22 | 9  | 5 | 8  | 39 | 30 | +9   |
| 5    | Progrès Niedercorn     | 23  | 22 | 9  | 5 | 8  | 41 | 32 | +9   |
| 6    | Red Star Merl-Belair   | 23  | 22 | 7  | 9 | 6  | 46 | 46 | 0    |
| 7    | Red Boys Differdange   | 21  | 22 | 6  | 9 | 7  | 33 | 35 | -2   |
| 8    | Alliance Dudelange (P) | 21  | 22 | 9  | 3 | 10 | 47 | 51 | -4   |
| 9    | Jeunesse d'Esch (T)    | 20  | 22 | 7  | 6 | 9  | 42 | 44 | -2   |
| 10   | Racing Rodange (P)     | 20  | 22 | 7  | 6 | 9  | 40 | 48 | -8   |
| 11   | CS Grevenmacher        | 17  | 22 | 7  | 3 | 12 | 36 | 56 | -20  |
| 12   | SC Tétange             | 13  | 22 | 5  | 3 | 14 | 34 | 56 | -22  |

|  | Champion du Luxembourg 1954-1955                                                             |
|  | Relégation en Division d'Honneur                                                             |
|  | (T) Tenant du titre (C) Vainqueur de la Coupe du Luxembourg (P) : Promu de deuxième division |

## Bilan de la saison
| Championnat du Luxembourg de football 1954-1955 |                            |
| Champion                                        | Stade Dudelange (8e titre) |
| Coupes et trophées                              |                            |
| Vainqueur de la Coupe du Luxembourg 1954-1955   | Fola Esch                  |
| Promotions et relégations                       |                            |
| Promus en Division Nationale                    | CA Spora Luxembourg        |
| Promus en Division Nationale                    | Chiers Rodange             |
| Relégués en Division d'Honneur                  | CS Grevenmacher            |
| Relégués en Division d'Honneur                  | SC Tétange                 |